# Vordernberg
Vordernberg – gmina targowa w Austrii, w kraju związkowym Styria, w powiecie Leoben. Według Austriackiego Urzędu Statystycznego liczyła 1037 mieszkańców (1 stycznia 2015).

## Współpraca
Miejscowość partnerska:
- Berg (Pfalz), Niemcy